# Archinemapogon assamensis
Archinemapogon assamensis är en fjärilsart som beskrevs av Robinson 1980. Archinemapogon assamensis ingår i släktet Archinemapogon och familjen äkta malar. Inga underarter finns listade i Catalogue of Life.